# Florence Nightingale-medaljen

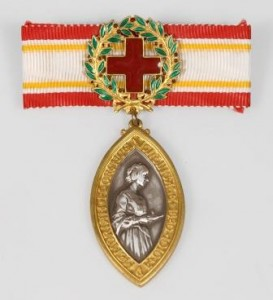
Florence Nightingale-medaljens åtsida.

Florence Nightingale-medaljen är den högsta internationella utmärkelsen för sjuksköterskor. Den instiftades 1912 av Röda Korset till minne av sjuksköterskeyrkets pionjär Florence Nightingale men på grund av första världskrigets utbrott kunde inte den första utdelningen äga rum förrän 1920.
Medaljen tilldelas sjuksköterskor som i Florence Nightingales anda har utmärkt sig i sitt yrkesutövande i fred och krig. Sedan 1991 kan även manliga sjuksköterskor få utmärkelsen. Internationella Rödakorskommittén i Genève väljer mottagaren av medaljen bland förslag framlagda av nationella rödakorsföreningar.
Medaljen är av förgyllt silver och bär Florence Nightingales porträtt på åtsidan, omgivet av orden Ad memoriam Florence Nightingale 1820-1910. Frånsidan graveras med mottagarens namn och medaljförläningens datum, tillsammans med orden Pro vera misericordia et cara humanitate perennis décor universalis.